# Bring 'Em In
Bring 'Em In è il primo album in studio del gruppo musicale garage rock svedese Mando Diao, pubblicato nel 2002.

## Tracce
1. Sheepdog – 3:35
2. Sweet Ride – 2:03
3. Motown Blood – 2:02
4. Mr. Moon – 3:29
5. The Band – 3:19
6. To China with Love – 5:02
7. Paralyzed – 4:09
8. P.U.S.A. – 2:38
9. Little Boy Jr – 2:55
10. Lady – 2:32
11. Bring 'em In – 2:13
12. Lauren's Cathedral – 4:01